# Floyd Heard
Floyd Heard (Floyd Wayne Heard; * 24. März 1966 in West Point, Mississippi) ist ein ehemaliger US-amerikanischer Sprinter.

## Karriere
1986 stellte er mit 20,12 s eine Weltjahresbestleistung im 200-Meter-Lauf auf. Ein Jahr später gewann er über dieselbe Distanz Gold bei den Panamerikanischen Spielen in Indianapolis und wurde Sechster bei den Weltmeisterschaften in Rom. 1989 holte er über 200 Meter seinen zweiten nationalen Titel nach 1986. Bei den Weltmeisterschaften 1991 in Tokio schied er im Halbfinale aus.
Am 17. April 1994 stellte er in Walnut zusammen mit Michael Marsh, Leroy Burrell und Carl Lewis den aktuellen Weltrekord von 1:18,68 min im 4-mal-200-Meter-Staffellauf auf.
2000 gelang Heard als bislang ältestem US-amerikanischen Sprinter die Olympiaqualifikation. Im Juni dieses Jahres wurde er des Dopings überführt und verwarnt. Kurz darauf kam er bei den Olympischen Spielen in Sydney ins Halbfinale.
Floyd Heard ist 1,78 m groß und wog in seiner aktiven Zeit 71 kg. Er studierte an der Texas A&M University und startete später für den Santa Monica Track Club.

## Persönliche Bestzeiten
- 100 m: 10,10 s, 14. Juni 1991, New York City
- 200 m: 19,88 s, 23. Juli 2000, Sacramento